# Steve Stevens
Pour les articles homonymes, voir Stevens.
Steve Stevens est un guitariste et auteur-compositeur américain, né le 5 mai 1959 à Brooklyn, New York.
Il est surtout connu pour son association avec Billy Idol. Il a également travaillé avec Michael Jackson, sur le titre Dirty Diana, ou encore sur la bande originale du film Top Gun (1986) avec le morceau Anthem.
Il a participé à un trio nommé Bozzio Levin Stevens avec Terry Bozzio et Tony Levin. Cette formation est à l'origine de deux albums studio.

## Discographie

### En solo
- Atomic Playboys (1989)
- Flamenco A Go-Go (1999), avec la participation de Faudel sur le titre Hanina
- Akai Guitar Sample Collection
- Memory Crash (2008)

### Avec Bozzio, Levin, Stevens
- Black Light Syndrome (1997)
- Situation Dangerous (2000)

### Participations
- Avec Billy Idol :
  - Billy Idol (1982)
  - Rebel Yell (1983)
  - Whiplash smile (1986)
  - Devil's Playground (2005)
  - Kings & Queens Of The Underground (2014)
  - Billy Idol - VH1 Story Tellers TV show - concert du 19.04.2001 (durée : 1h44)

- Ric Ocasek : This side of paradise (1986)
- Michael Jackson : Bad (Dirty Diana) (1987)[1]
- Jerusalem Slim : Jerusalem Slim (1992), avec Michael Monroe (Hanoï Rocks)
- Vince Neil : Exposed (1993)
- Juno Reactor : Pistolero (2000)
- Adam Bomb : New York Times (NY Child, Cheyenne, Saluda a Lola, Anxiety) (2001)
- Fuji Television Soccer Legends (2002), à l'occasion de la diffusion de la Coupe du monde de football au Japon